# Milutin Križko
Milutin Želislav Križko (30. března 1871 Kremnica – 25. srpna 1926 Ľubochňa) byl slovenský a československý politik a meziválečný senátor Národního shromáždění za Slovenskou národní a rolnickou stranu, respektive za Republikánskou stranu zemědělského a malorolnického lidu (agrárníky), se kterou Slovenská národní a rolnická strana později během volebního období splynula.

## Biografie
V letech 1885-1889 studoval na obchodní akademii v Budapešti. Nejprve pracoval jako úředník v závodě na mlýnské kameny v Kremnici, pak v podniku na výrobu nábytku v Turčianském Svätém Martinu a v ropných dolech v Haliči. Pak působil jako statkář na rodinném hospodářství. Po roce 1918 byl prvním županem Zemplínské župy v novém státě.
V parlamentních volbách v roce 1920 získal senátorské křeslo v Národním shromáždění. Do senátu pronikl i po parlamentních volbách v roce 1925. Mandát ovšem získal až dodatečně roku 1926 jako náhradník poté, co rezignoval senátor Ľudovít Okánik. Ve funkci senátora ale setrval jen několik měsíců, poté zemřel. Místo něj do senátu nastoupil Elemír Vollay. V parlamentu byl předsedou klubu agrární strany.
Profesí byl statkářem v Michalovcích.
Zemřel v srpnu 1926 na srdeční záchvat. Pochován byl v parku u své vily.